# Basilique Sant'Angelo in Formis
Sant'Angelo in Formis est une église dans la municipalité de Capoue, sud de l'Italie, dédiée à saint Michel Archange. Elle se trouve sur les pentes ouest du Monte Tifata.

## Histoire

### Origine du nom
Dans les documents, le bâtiment est initialement répertorié comme un Arcum Dianae (soit « près de l'Arc de Diane»), car il se trouve sur les vestiges d'un temple romain dédié à cette déesse. Plus tard, il apparaît avec les noms Formas, informis ou Formis. L'interprétation étymologique du nouveau nom est controversée: les uns le rattachent au latin forma (« aqueduc ») qui se réfèrerait à une conduite d'eau ou à des eaux souterraines, les autres le dérivent du mot informis, sans forme (matérielle), donc « spirituel ».

### Première basilique
Les restes du temple romain ont été découverts en 1877, et il a été noté que l'église recouvrait sa surface, en y ajoutant les absides. La première construction de la basilique peut être rattachée à l'époque lombarde, à la fin du VIe siècle, alors que se diffusait largement le culte de l'archange Michel. Au temps de l'évêque de Capoue Pierre Ier (925-938), l'église a été donnée aux moines de Monte Cassino, qui voulaient construire un monastère. L'église a ensuite été enlevée aux moines, puis leur a été donnée de nouveau en 1072 par le prince de Capoue, Richard.

### La construction duXIesiècle
L'abbé Desiderius (ou Didier) de Mont-Cassin (futur pape Victor III) décida de reconstruire l'église (1072 -1087). On lui doit les fresques italo-byzantines qui décorent l'intérieur et qui sont parmi les plus importantes et les mieux conservées de l'époque dans le sud de l'Italie.

## Architecture et décoration

### Architecture
La façade est précédée d'un portique à cinq arcades en arc brisé, avec une arcade centrale plus élevée, et du marbre en réemploi provenant certainement du sanctuaire païen. Les arcs sont soutenus par quatre fûts de colonnes, deux à droite en marbre cipolin, et deux à gauche en granite gris, avec des chapiteaux corinthiens.
Sur la droite, le campanile est orné d'une frise zoomorphe, tandis que le deuxième étage est décoré avec des fenêtres à meneaux.
On accède au portique par une volée de quatre marches en marbre. L'intérieur de l'église consiste en une basilique sans transept, avec trois nefs, chacune se terminant par une abside. Les colonnes qui divisent les nefs sont de différentes variétés de marbre et surmontées de chapiteaux corinthiens, également réutilisés d'édifices romains.

### Fresques
Les fresques occupent les nefs et les absides. Hommage est rendu à l'abbé du Mont Cassin Désidérius, futur pape Victor III représenté dans l'abside  avec le nimbe carré distinguant les personnages peints de leur vivant, offrant l'église au Christ. Il y a aussi une inscription à son nom sur le portail d'entrée. 
Thèmes et disposition
- Murs de la nef centrale : scènes du Nouveau Testament dont La Crucifixion (155 × 140 cm) du XIe siècle. Comme dans celles de l'Église d'Occident, le Christ triomphant (Christus triumphans) est représenté vivant, dépourvu des marques de la douleur extrême[2].
- Sur les écoinçons des arcs : des Prophètes, la sibylle à gauche, David, Salomon, Daniel, Isaïe, Ezéchiel, Jérémie, Moïse....
- Murs des nefs latérales : l'Ancien Testament (très abimé). Il reste des scènes des livres de la Genèse et l'Exode, Caïn et Abel, Noé, Abraham et d'Isaac. Au-dessous, des médaillons avec les portraits des abbés de Monte Cassino.
- Envers de la façade : le Jugement dernier.
- Abside principale : le Christ en gloire entre les symboles des quatre évangélistes, avec les archanges (Michel, Gabriel et Raphaël) et aux extrémités l'abbé Désidério et saint Benoît.
- Abside sud : la Vierge entre deux anges.

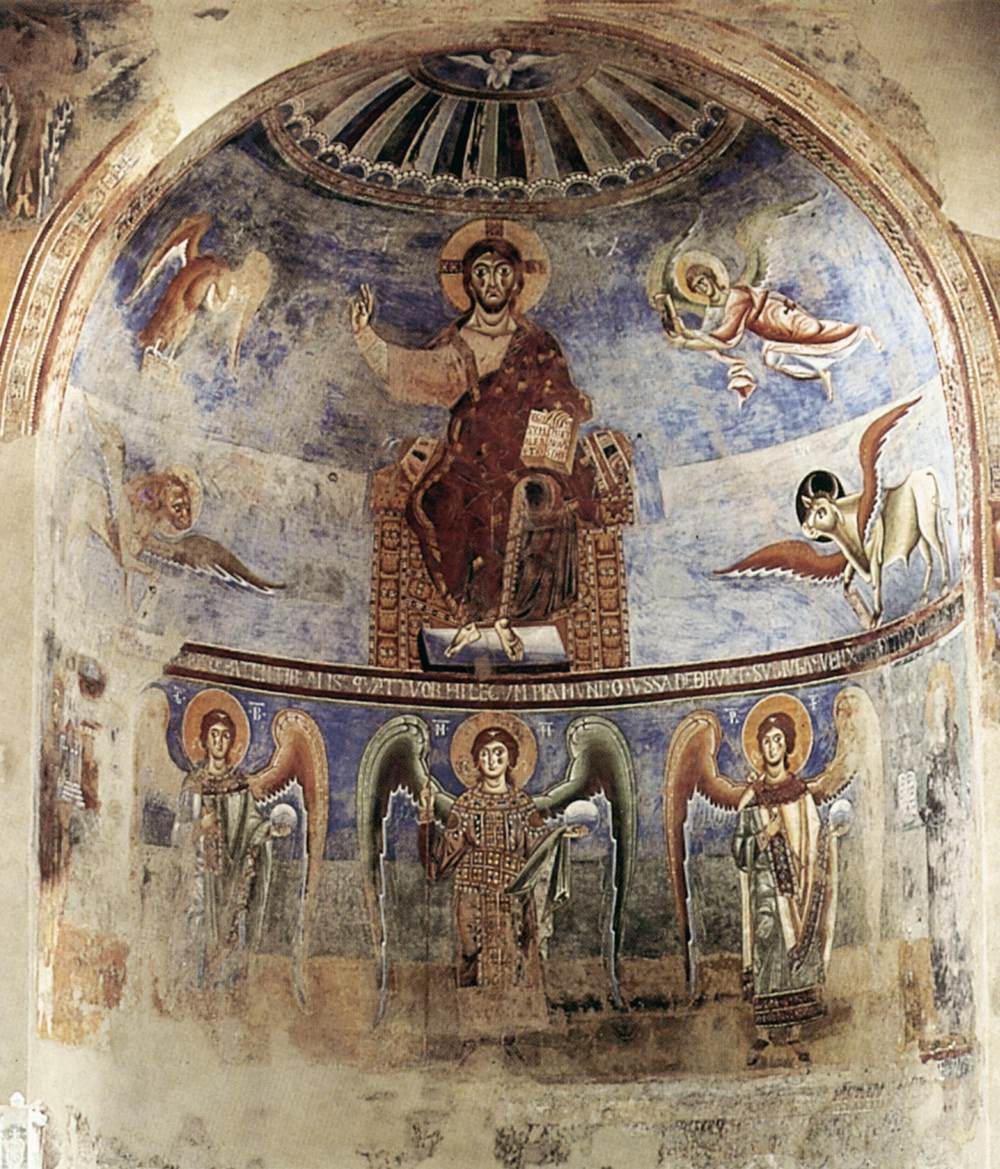
Abside centrale : Le Christ en majesté
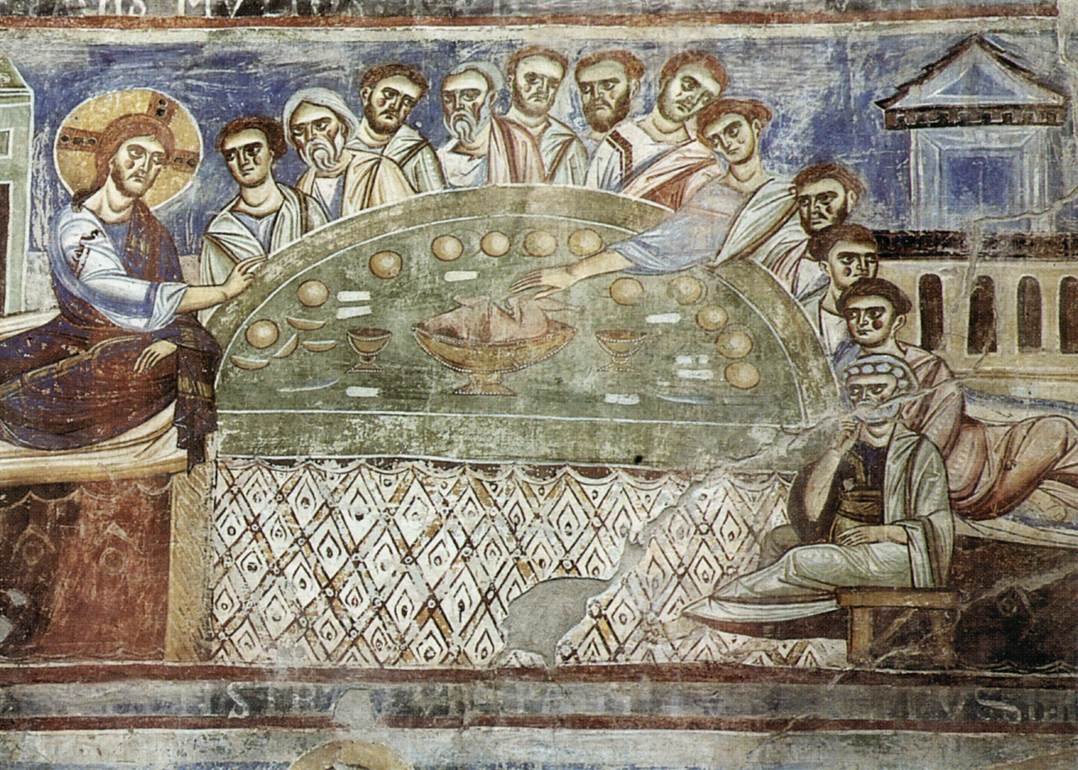
La Cène
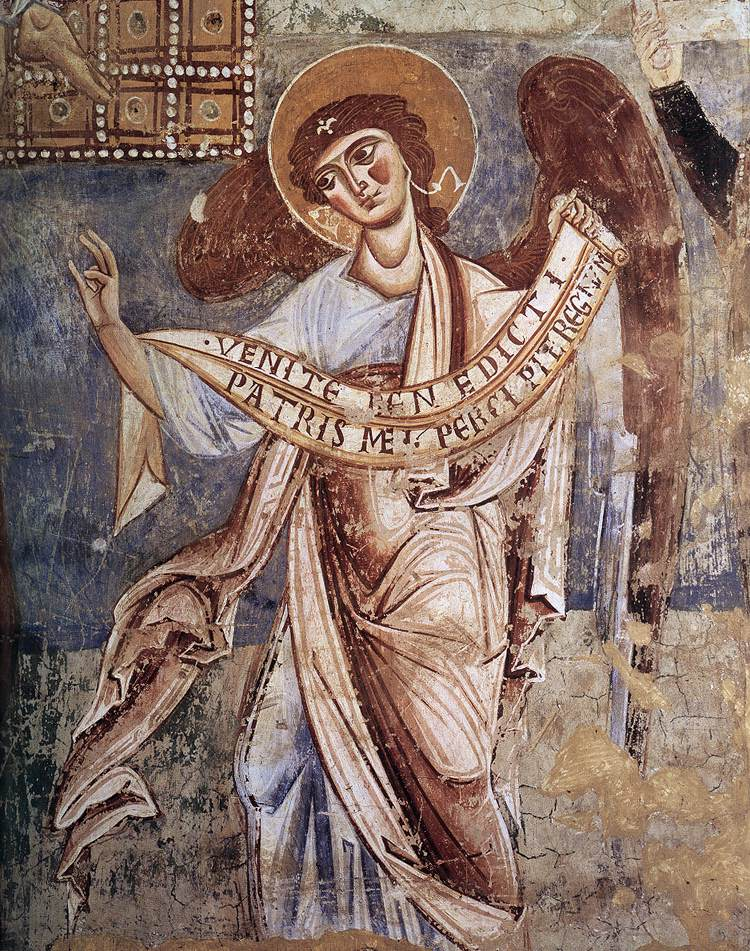
L'Ange du Jugement dernier
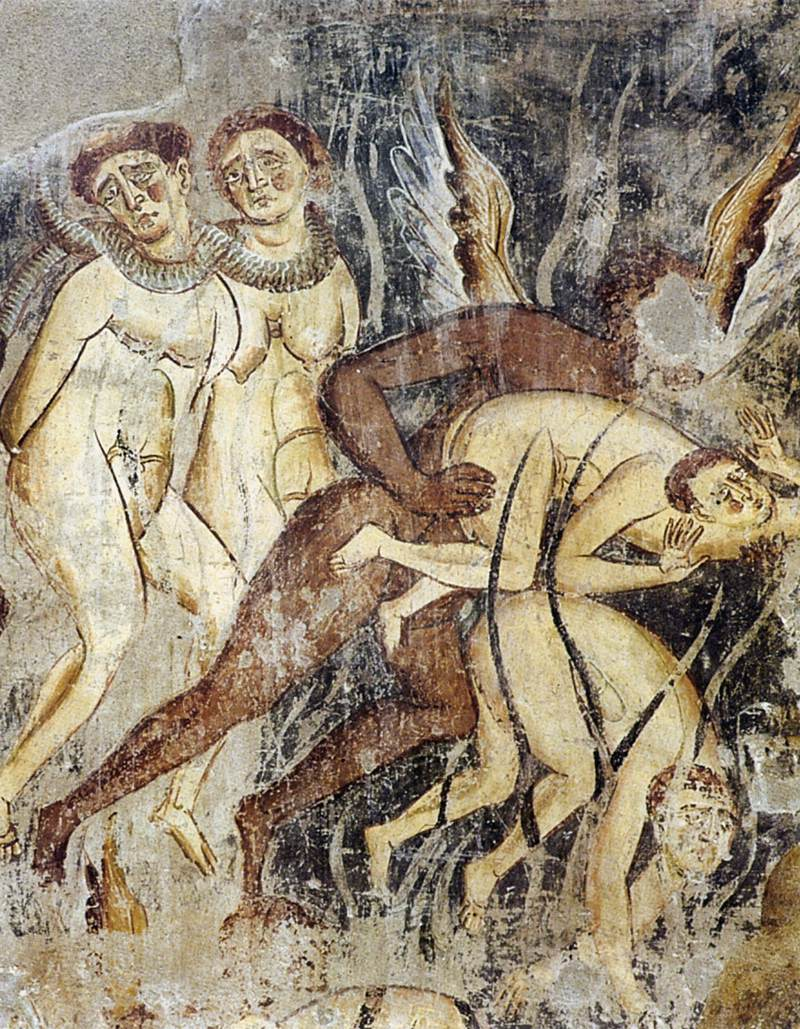
Les Damnés aux prises avec le démon
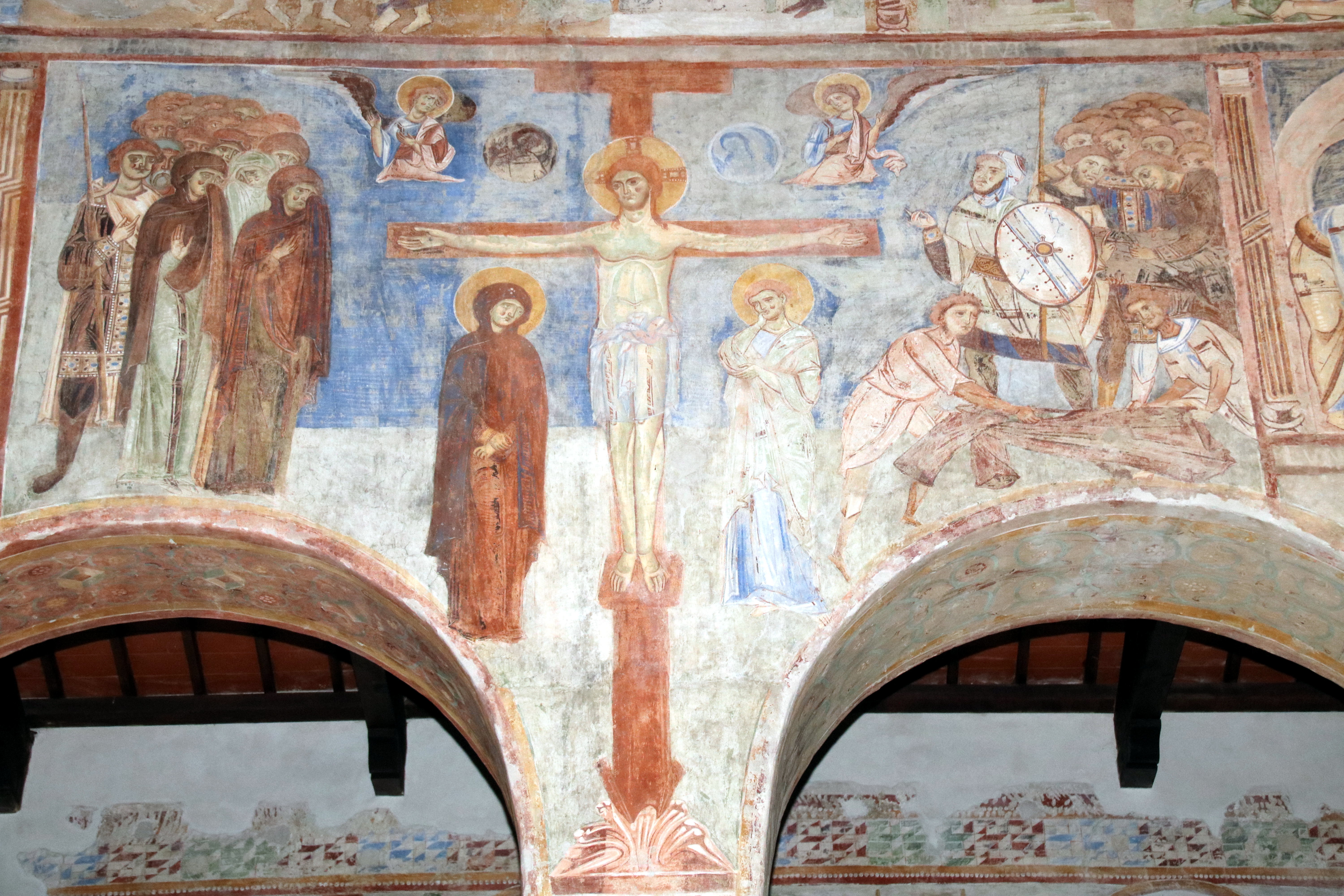
La Crucifixion
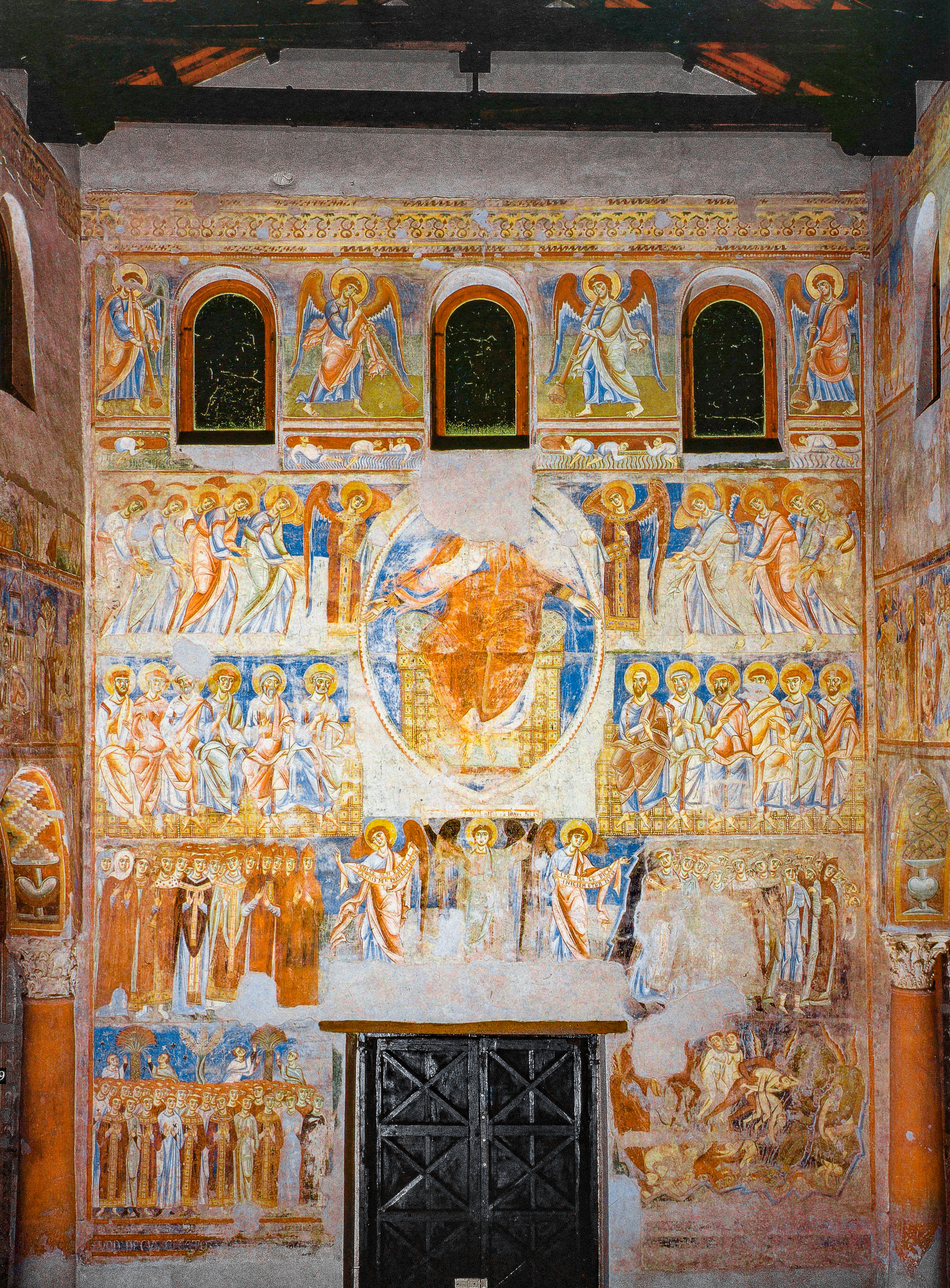
Jugement dernier Sant'Angelo in Formis